# 장성 단전리 느티나무
장성 단전리 느티나무는 전라남도 장성군 북하면 단전리에 있는 느티나무이다. 1998년 전라남도기념물 제170호로 지정되었다가 2007년에 천연기념물 제478호로 승격되었다.

## 개요
반원형의 미려한 수형에 지금까지 밝혀진 느티나무 중 가장 큰 나무로서 생육상태도 아주 좋아 우리나라 느티나무를 대표할 만하다.
단전마을의 도강김씨 입향조(入鄕祖) 김충남이 임진왜란 때 순절한 형 김충로를 기념하여 심은 것으로 전해진다. 마을 주민들이 ‘장군나무’라 부르며 영험한 기운을 가진 신목으로 여겨 매년 대보름에 당산제를 지내는 등 역사성과 문화적인 가치가 크다.

## 참고 문헌
- 문화재청, 《문화재이야기여행 천연기념물 100선 보관됨 2016-08-28 - 웨이백 머신》, pp10-15, 2016-03-31
- 장성 단전리 느티나무 - 국가유산청 국가유산포털